# Polson
Polson è una città degli Stati Uniti d'America situata nel Montana, nella contea di Lake.